# Plagiodontes patagonicus
Plagiodontes patagonicus es una especie bastante variable de molusco gastrópodo terrestre pulmonado integrante del género Plagiodontes de la familia de los odontostómidos. Habita en el sur de Sudamérica.

## Taxonomía
Descripción original
Plagiodontes patagonicus fue descrita originalmente en el año 1835 por el naturalista, malacólogo, paleontólogo y explorador francés Alcide Charles Victor Marie Dessalines d'Orbigny, con el nombre científico de Helix patagonica.
Etimología
Etimológicamente, el epíteto específico patagonicus es un topónimo que refiere a la región geográfica donde fue descubierto este caracol, el sector nor-naciente de la Patagonia argentina.

## Características y variabilidad
La especie fue dividida en dos subespecies, la típica Plagiodontes patagonicus patagonicus (d'Orbigny, 1835) y Plagiodontes patagonicus magnus Hylton Scott, 1951 de mayor tamaño, la que para algunos merecía el rango de especie plena. Sin embargo, se observó que las diferencias entre poblaciones mostraron un patrón casi continuo de variación de sus conchas, que se correlaciona positivamente con un gradiente altitudinal y pluviométrico sobre su rango geográfico, constituyendo de este modo una cline de forma y tamaño, algo que no permite la delimitación objetiva de diferentes morfoespecies, por lo que pasó a ser considerada como una especie monotípica.

## Distribución y hábitat
Este molusco es endémico del sudoeste de la provincia de Buenos Aires (centro-este de la Argentina), distribuyéndose desde el conjunto montañoso conocido como sistema de las sierras de Ventania y hacia el sur hasta el litoral de la bahía Blanca. En las sierras comparte hábitat con otra especie del mismo género: P. rocae.
Es predado por el endémico lagarto de cobre de Ventana (Pristidactylus casuhatiensis).